# Елерон-3
Елерон-3 (рос. Элерон-3) — комплекс ближньої дії повітряної розвідки та спостереження з безпілотними літальними апаратами, розроблений російським підприємством ЕНІКС.

## Історія
Спочатку "Елерон-3" призначався для цивільного сектору і мав використовуватися для обстеження таких об'єктів, як газопроводи та лінії електропередач, або під час пошуково-рятувальних місій.
У 2012 році російські збройні сили вирішили закупити "Елерон-3" разом з більшим "Елерон-10", закуплена модель "Елерон-3SW" була вдосконалена порівняно з початковою. Початкові виробничі потужності були низькими; за 12 місяців між 2013 і 2014 роками "ЕНІКС" зміг виготовити лише 34 "Елерон-3SW"; однак, з часом виробничі потужності були збільшені.
Російські збройні сили використовують "Елерон-3" в російсько-українській війні на Донбасі з 2014 року, а також у військових операціях в Сирійській громадянській війні з 2015 року. На ранніх етапах російського вторгнення в Україну в 2022 році російські розвідувальні безпілотники, такі як "Елерон-3", використовувалися рідко; але пізніше це змінилося. "Елерон-3" був збитий під час вторгнення в Україну пристроями радіоелектронної боротьби, такими як EDM4S.

## Призначення
Комплекс призначений для цілодобового ведення повітряної оптико-електронної розвідки.

## Модифікації

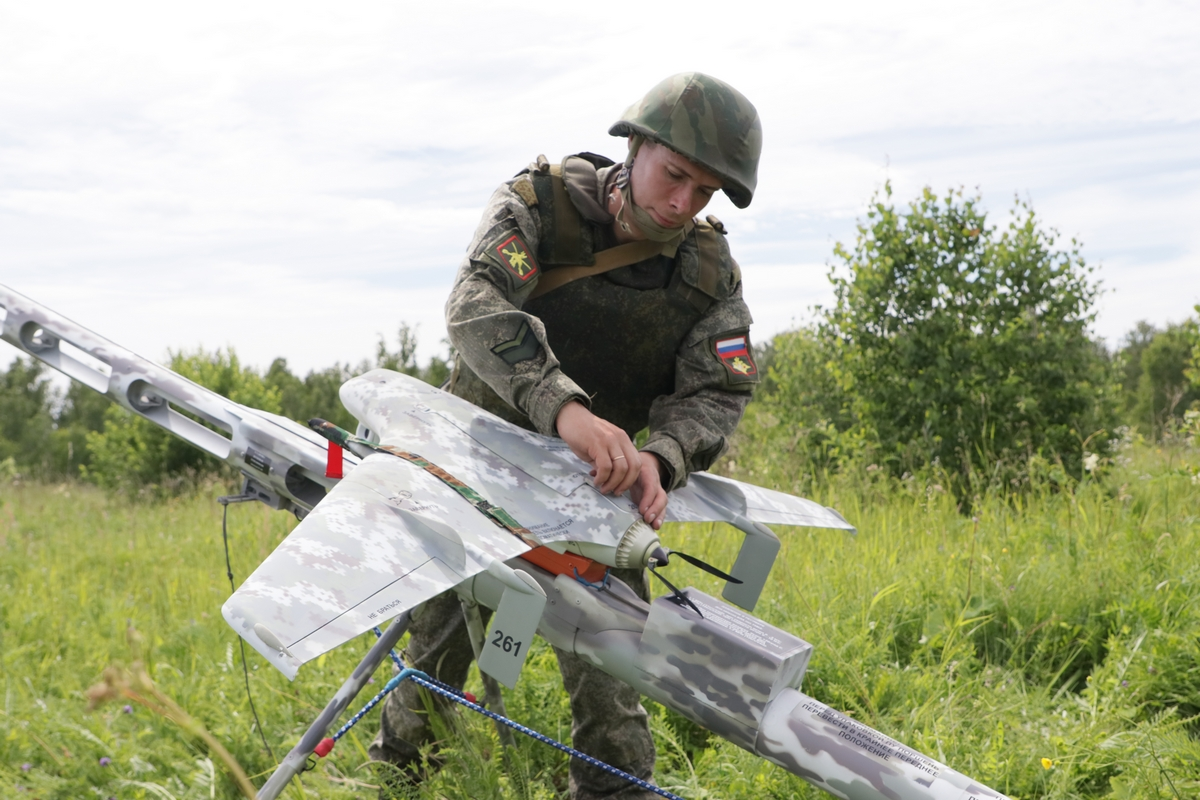
Елерон-3СВ під час перевірки 74-ї гв. омсбр комісією Міноборони у 2019 році.

- Модель Елерона-3СВ — зроблена для сухопутних військ Збройних сил Росії.
- Елерон-3СВ під час перевірки 74-ї гв. омсбр комісією Міноборони у 2019 році.Модель Елерон-Б — експортний варіант БПЛА Елерон-3.

## Розв'язувані завдання
- візуальний пошук оператором об'єктів розвідки у режимі реального часу;
- виявлення та розпізнавання об'єктів розвідки;
- визначення точного розташування об'єктів розвідки з відображенням на наземному пульті управління координат об'єкта за допомогою ГЛОНАСС або ГЛОНАСС / GPS;
- аерофотознімання місцевості.

## Склад комплексу
- Безпілотний літальний апарат Т28 — 2 шт.;
- Змінне модульне корисне навантаження;
- Наземний пункт керування;
- Стартові пристрої.

## На озброєнні
Росія
- (Міністерство оборони) — 22 одиниці[1].

## Технічні характеристики
Технічні характеристики комплексу згідно з даними виробника:
| Найменування                                                                                  | Показники      |
| --------------------------------------------------------------------------------------------- | -------------- |
| Робочий діапазон висот застосування, щодо точки запуску, м                                    | 3000           |
| Максимальний час польоту БПЛА на акумуляторній батареї, хв.                                   | 100            |
| Максимальна дальність ведення розвідки в режимі «на зв'язку», км                              | не менше 25    |
| Максимальна дальність ведення розвідки в режимі «без зв'язку» (із записом на накопичувач), км | не менше 50    |
| Діапазон повітряних швидкостей горизонтального польоту, км/год                                | 70 — 130       |
| Діапазон робочих температур, °С                                                               | від −20 до +40 |
| Діапазон граничних температур, °С                                                             | від −40 до +50 |
| Час розгортання (згортання) комплексу, хв.                                                    | не більше 10   |
| Бойовий розрахунок, людина                                                                    | 2              |
| Термін служби, років                                                                          | 5              |
| Габаритні розміри рюкзаків-контейнерів, мм                                                    | 830×560×230    |

## Режими польоту
Можливі режими виконання польотного завдання:
- ручний;
- автоматичне повернення по заздалегідь запрограмованій траєкторії;
- «утримання» об'єкта у полі кадру;
- обліт заданої точки;
- вимірювання швидкості вітру;
- пікірування.

## Бойове застосування
- Елерон-3 застосовується в бойових діях проти ІДІЛ у Військовій операції в Сирії у складі Авіаційної групи ВПС Росії в Сирії[11] .

### Російсько-українська війна
Безпілотники даного типу збивали на сході України іще 2019 році.
З початком повномасштабної війни збивати їх стали частіше.
Траплялись навіть новітні, модернізовані, варіанти типу ЭЛЕРОН Т28МЭ (Элерон-7).